# Préfecture de Gaoual
La préfecture de Gaoual est une subdivision administrative de la république de Guinée. Située au nord-ouest du pays, dans la région naturelle de Moyenne-Guinée (Fouta Djallon), cette préfecture fait partie de la région administrative de Boké. Son chef-lieu est la ville de Gaoual.

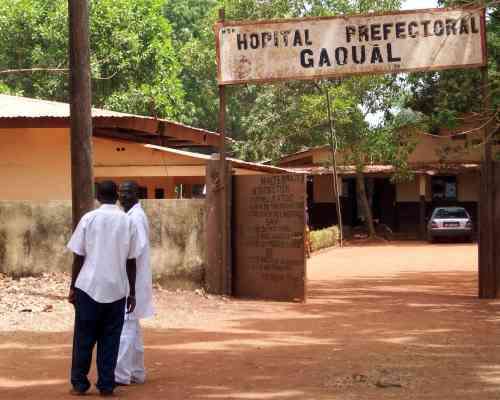
L'Hôpital de Gaoual

## Subdivision administrative
La préfecture de Gaoual est subdivisée en huit (8) sous-préfectures: Gaoual-Centre, Foulamory, Kakony, Koumbia, Kounsitel, Malanta, Touba et Wendou M'Bour.

## Population
En 2016, la préfecture comptait 207 033 habitants.

## Liste des préfet
| Nom                   | Debut            | Fin              | Titre  |
| --------------------- | ---------------- | ---------------- | ------ |
| Elhadj Souleymane Sow |                  | 6 janvier 2021   | Préfet |
| Lanfia Kouyaté        | 2 juin 2021      | 5 septembre 2021 | Préfet |
| Colonel Fassama Condé | 5 septembre 2021 | En cours         |        |